# Jentysehneter

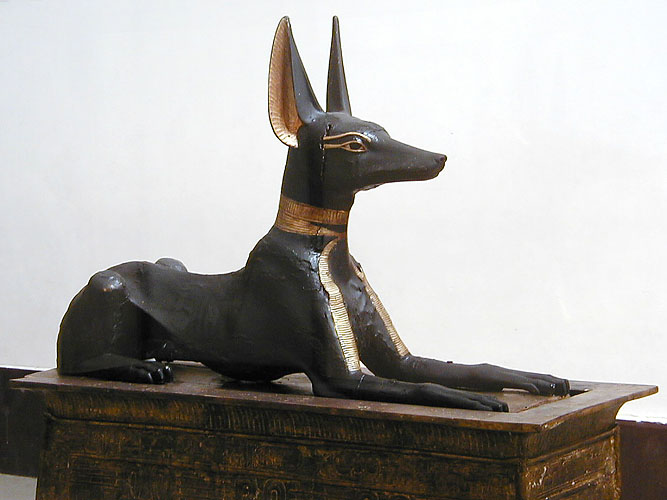
Figura de Jentysehneter hallada en la tumba de Tutankamón

Jentysehneter o Jentyseh es una forma muy común del dios Anubis. Está sentado sobre un arca en la que se guardaban, mitológicamente, papiros e instrumental para la momificación y la Ceremonia de Apertura de Boca. Al estar sentado, Jentysehneter protegía estos objetos.
Su nombre significa "El que preside el pabellón del Dios" o "El que está en Capilla del Dios".
| W17 | N35 · X1 · Z4 | R8 | O22 | Z1 · O1 |

| W17 | N35 · X1 · Z4 | R8 | O22 | Z1 · O1 |